# Alfred Kalischer
Alfred Christlieb Salomon Ludwig Kalischer, född 4 mars 1842 i Thorn, Westpreussen, död 8 oktober 1909 i Berlin, var en tysk musikskriftställare.
Kalischer blev 1873 redaktör för Neue Berliner Musikzeitung, 1884 privatdocent vid Humboldtakademin i Berlin och var en framstående Beethovenforskare. Kalischer skrev Die unsterbliche Geliebte Beethovens (1891), utgav Beethovens sämtliche Briefe (5 band 1906-08), en ny utgåva av Anton Schindlers Beethovenbiografi (1909) och författade en mängd uppsatser om Beethoven i olika tidskrifter.